# Ammenzucht

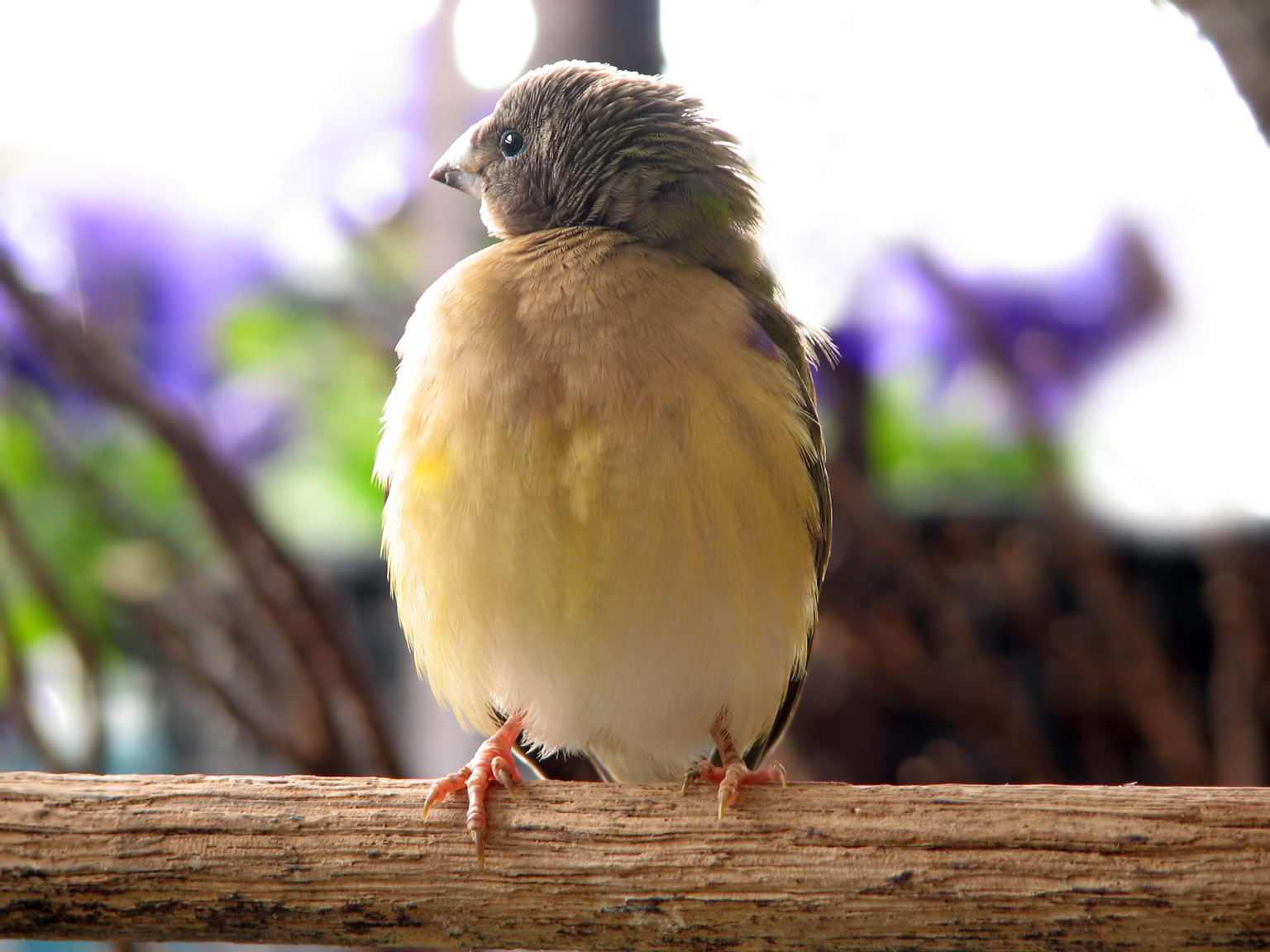
Junge Gouldamadine vor der Mauser ins Erwachsenenkleid. Gouldamadinen werden durch Ammenzucht mit Japanischen Mövchen für den Zootierhandel produziert

Als Ammenzucht bezeichnet man es, wenn Jungtiere einer Art aufgrund menschlichen Eingreifens gezielt durch eine andere Tierart aufgezogen werden. Beispielsweise sind die in der Presse gelegentlich berichteten Fälle, bei denen ein Hundeweibchen Löwenjunge oder Waschbärenjunge aufziehen, Ammenzuchten.
Neben diesen Ausnahmefällen gibt es vor allem bei Haus- und Ziergeflügel regelmäßig gezielte Ammenzuchten, die bereits seit sehr langer Zeit betrieben werden. Die sicherlich älteste Form ist die Nutzung besonders brutwilliger Glucken, denen die Eier ihrer Mithennen untergeschoben wurden, die sie bereitwillig mit ausbrüteten. Auch die unterschiedliche Brutwilligkeit einzelner Hühnerrassen nutzte man auf diese Weise aus.
Ein ähnliches Verfahren ist auch in der Rassetaubenzucht bekannt. Züchter besonders schwerfälliger Rassen (Mondain, Römer etc.), die sonst das Gelege oder die Küken leicht zerdrücken könnten, Züchter kurzschnäbliger Rassen (darunter Orientalische Mövchen), die ihre Jungen nicht oder nur schwer selbst füttern können, sowie Züchter von belatschten Rassen (Rassen mit befiederten Füßen wie z. B. Ungarische Riesentauben) sind zur Aufzucht der Jungen nicht selten auf sogenannte Ammentauben angewiesen. Als solche verwendet man meistens kleine, leichte und zuchtsichere Rassen (häufig werden hierfür Brieftauben eingesetzt). Die Eier der Ammentauben werden gegen die Eier der jeweiligen Zuchtrasse ausgetauscht, die Ammen brüten dann die "fremden" Eier aus und ziehen die Jungtiere groß, was den "echten" Eltern nicht oder nur schwer möglich wäre.
Ammenzucht spielt auch in der Ziervogelzucht eine Rolle. Die farbenprächtigen Gouldamadinen können deshalb so preisgünstig im Zootierhandel angeboten werden, weil sie durch Ammenzucht groß gezogen wurden. Vor allem die Japaner entwickelten die Ammenzucht bei Gouldamadinen, nachdem die australische Regierung den Export dieser und anderer Wildtierarten Australiens am 1. Januar 1960 verbot. Japanische Züchter setzten dazu vor allem Japanische Mövchen ein. Bei dieser Ziervogelart sind beide Elternvögel emsige Brüter und sie sind einfach zu halten. Die größten Aufzuchterfolge erzielten Züchter, wenn die jungen Gouldamadinen von jeweils drei männliche Mövchen aufgezogen wurden. Wie die meisten Prachtfinken legen auch Gouldamadinen immer neue Gelege, wenn ihnen ihre Eier weggenommen wurden. Ein einzelnes Gouldamadinenpärchen produziert bis zu 60 Eier pro Jahr; drei Dreiergruppen von Japanischen Mövchen sind nötig, um die Jungvögel dieses Pärchens großzuziehen.
Diese Ammenzucht wird heute weltweit betrieben. Besonders in den Niederlanden gibt es Produzenten, die auf diese Weise Gouldamadinen für den europäischen Markt heranziehen. Nach den Erfahrungen des Prachtfinkenexpertens Horst Bielefeld sind Vögel, die von Elternvögel abstammen, die fast ohne Pause Eier produzieren müssen, besonders krankheitsanfällig. Ihre Sterblichkeitsquote in der Zeit der ersten Mauser soll bei etwa 50 Prozent liegen. Die Vögel sind außerdem häufig fehlgeprägt, das heißt, sie sehen in den Mövchen ihre Geschlechtspartner und balzen diese an, während sie von ihren Artgenossen keine Kenntnis nehmen. Durch die Ammenzucht kommen außerdem auch Gouldamadinen zur Vermehrung, die einen fehlerhaft entwickelten Brut- und Fütterungstrieb haben. Liebhaber, die mit diesen Vögeln eine Naturzucht aufbauen wollen, machen die Erfahrung, dass diese Gouldamadinen unzuverlässig brüten, ihre Jungen nicht füttern oder sie aus dem Nest werfen.